# تشوا تيان تشانغ
تشوا تيان تشانغ هو سياسي ماليزي، ولد في 21 ديسمبر 1963 في ملقا في ماليزيا. نشط حزبياً في حزب عدالة الشعب. وقد انتخب عضو ديوان الرعية ‏.